# Лапін Сергій Георгійович
Сергій Георгійович Лапін (15 липня 1912; Санкт-Петербург — 4 жовтня 1990, Москва) — радянський державний діяч, журналіст, дипломат, надзвичайний і повноважний посол СРСР в Австрії та Китайській Народній Республіці, міністр закордонних справ Російської РФСР, генеральний директор ТАРС, голова Державного комітету СРСР із телебачення і радіомовлення. Член ЦК КПРС у 1966—1986 роках. Депутат Верховної Ради СРСР 8—11-го скликань. Герой Соціалістичної Праці (14.07.1982).

## Життєпис
Народився в родині робітника. У 1929—1931 роках працював листоношею і вантажником на станції Красне Село.
У 1930—1932 роках навчався на редакційно-видавничому відділенні Ленінградського історико-лінгвістичного інституту, закінчив два курси.
У 1932—1940 працював літературним співробітником, відповідальним секретарем, заступником редактора в газетах Ленінграда і Ленінградської області.
Член ВКП(б) з 1939 року.
У 1940—1942 роках — слухач Вищої партійної школи при ЦК ВКП(б).
У 1942—1944 роках — інструктор, завідувач сектора обласних, крайових і республіканських газет відділу друку Управління пропаганди і агітації ЦК ВКП(б).
З 1944 року — головний редактор політичного мовлення Всесоюзного комітету із радіофікації і радіомовлення при РНК СРСР. У 1945—1949 роках — заступник голови Всесоюзного комітету із радіофікації і радіомовлення при Раді міністрів СРСР. У 1949—1953 роках — заступник голови Комітету із радіомовлення при Раді міністрів СРСР.
У 1953 році — в апараті Верховного комісара СРСР у Німеччині. У 1953—1955 роках — радник Посольства СРСР у Німецькій Демократичній Республіці.
У 1955—1956 роках — завідувач III-го Європейського відділу Міністерства закордонних справ СРСР, секретар комітету КПРС Міністерства закордонних справ СРСР.
19 жовтня 1956 — 16 червня 1960 року — надзвичайний і повноважний посол СРСР в Австрії.
У червні — вересні 1960 року — 1-й заступник голови Державного комітету Ради міністрів СРСР з культурних зв'язків із зарубіжними країнами.
5 вересня 1960 — 20 січня 1962 року — міністр закордонних справ Російської РФСР.
У січні 1962 — 6 квітня 1965 року — заступник міністра закордонних справ СРСР.
13 квітня 1965 — 12 квітня 1967 року — надзвичайний і повноважний посол СРСР у Китайській Народній Республіці.
12 квітня 1967 — 24 квітня 1970 року — генеральний директор Телеграфного агентства Радянського Союзу (ТАРС) при РМ СРСР.
24 квітня — 15 липня 1970 року — голова Комітету з питань радіомовлення і телебачення при Раді міністрів СРСР. 15 липня 1970 — 5 липня 1978 року — голова Державного комітету Ради міністрів СРСР із телебачення і радіомовлення. 5 липня 1978 — 16 грудня 1985 року — голова Державного комітету СРСР із телебачення і радіомовлення.
Указом Президії Верховної Ради СРСР від 14 липня 1982 року за великі заслуги перед Радянською державою і в зв'язку із сімдесятиріччям з дня народження Лапіну Сергію Георгійовичу присвоєно звання Героя Соціалістичної Праці з врученням ордена Леніна і золотої медалі «Серп і Молот».
З грудня 1985 року — персональний пенсіонер союзного значення в Москві.
Помер 4 жовтня 1990 року. Похований в Москві на Кунцевському цвинтарі.

## Нагороди
- Герой Соціалістичної Праці (14.07.1982)
- чотири ордени Леніна (31.12.1966, 09.09.1971, 29.05.1974, 14.07.1982)
- орден Трудового Червоного Прапора (14.07.1962)
- орден Дружби народів (14.11.1980)
- медалі
- заслужений діяч культури Польщі
- надзвичайний і повноважний посол